# Lodewijk Roembiak
Lodewijk „Lody“ Roembiak (* 18. Mai 1969 in Leiden) ist ein ehemaliger niederländischer Fußballspieler. Der Mittelfeldspieler galt als Wandervogel: Unter anderem spielte er in den Niederlanden, Deutschland, der Schweiz und der Türkei, bei mehr als zehn verschiedenen Vereinen.
In Deutschland erlangte Roembiak Bekanntheit als Spieler von Werder Bremen in der Saison 1998/99. Unter Wolfgang Sidka als Trainer war er zunächst Stammspieler, jedoch konnte er unter Felix Magath nach einer verletzungsbedingten Pause in Bremen nicht mehr Fuß fassen. In den folgenden Saisons wurde Roembiak deshalb an den FC Aarau und an den SV Waldhof Mannheim verliehen. 
Roembiak galt als ein technisch guter Spieler und hervorragender Flankengeber, kritisiert wurde er jedoch für seine Laufschwäche und sein zeitweiliges Übergewicht.

## Vereine
Lody Roembiak spielte für folgende Vereine:
- bis 1989 ADO Den Haag (Niederlande)
- 1989–1990 Sparta Rotterdam (Niederlande)
- 1990–1992 SC Cambuur Leeuwarden (Niederlande)
- 1992–1993 FC Zwolle (Niederlande)
- 1993–1994 De Graafschap (Niederlande)
- 1994–1996 Antalyaspor (Türkei)
- 1996 BV Veendam (Niederlande)
- 1996–1998 FC Aarau (Schweiz)
- 1998–2001 Werder Bremen (Deutschland)
- 1999–2000 FC Aarau (Schweiz) ausgeliehen
- 2000–2001 SV Waldhof Mannheim (Deutschland) ausgeliehen
- 2001–2003 SC Cambuur Leeuwarden (Niederlande)
- 2003–2005 LVV Friesland (Niederlande)

## Trainerkarriere
Nach seiner aktiven Karriere wurde Roembiak Trainer und trainierte von 2005 bis 2010 die C-Jugend des VV SDS. 2010 folgte er den Lockruf als A-Jugend Trainer des VV BBC zu arbeiten. Am 19. März 2012 wechselte er zum Stadtrivalen VV Bergum und trainiert dort die zweite Mannschaft.